# Josse
Josse è un comune francese di 807 abitanti situato nel dipartimento delle Landes nella regione della Nuova Aquitania. Fa parte della regione naturale ed ex viscontea della Maremne.

## Società

### Evoluzione demografica
Abitanti censiti